# Nakia Burrise
Nakia Ra'Shay Burrise-Gavino (San Diego, 21 de outubro de 1974) é uma atriz, dubladora e cantora estadunidense conhecida por seu papel de Tanya Sloan (Ranger Amarela) na franquia Power Rangers, nas fases Zeo e Turbo, por ser a voz original da personagem  Nikki em Barbie: Life in the Dreamhouse e voz da sereia Fallon Casey de Barbie in A Mermaid Tale e Barbie in A Mermaid Tale 2.

## Filmografia

### Cinema
- This Space Between Us (2000) .... VeeJay
- Under Wraps (1997) (TV) .... Paige
- Turbo Power Rangers 2 (1997) .... Tanya Sloan/ Turbo Ranger Amarela
- Barbie in A Mermaid Tale (2010) .... Fallon (voz)
- Barbie in A Mermaid Tale 2 (2012) .... Fallon (voz)

### TV
- Rules of Engagement ... Audrey (2012)
- Melissa & Joey ... Erica (2011)
- Bones ... sem nome da personagem, no episódio "The Foot in the Foreclosure" (2009)
- Samantha Who?
  - "Pilot" (2007) .... Dra. Kerry Hall
- Boston Legal
  - "Legal Deficits" (2005) .... Liz
- Sabrina: Aprendiz de Feiticeira - A Série
  - "Finally!" (2001) .... Female Patron
- Moesha
  - "D-Money Loses His Patience" (2000) .... Joy
  - "The Robbing Hood" (2000) .... Joy
  - "Gimme a Break" (2000) .... Joy
- Nash Bridges
  - "Superstition" (1999) episódio de TV .... Candace
  - "Lady Killer" (1998) episódio de TV (como Nakia Ra'Shay Burrise) .... Clerk
  - "Born Free"
  - "Gift of Love" (1998) episódio de TV  .... Ngjensani
- Smart Guy
  - "Book Smart" (1997) .... Sabrina
- Power Rangers: Turbo (1997) .... Tanya Sloan, Turbo Ranger Amarela
- Power Rangers: Zeo (1996) TV Series .... Tanya Sloan, Zeo Ranger Amarela